# Závrať
Závrať (dříve také motolice) je pocit nevolnosti, při kterém se postiženému točí hlava. Jde o pocity lehké nejistoty, vrávorání, pocit nevolnosti nebo opilosti až po pocity točení vlastního těla vzhledem k okolí nebo okolních předmětů okolo nás.
Pravou závratí neboli vertigem se nazývá iluze pohybu vlastního těla nebo předmětů kolem. K podobnému jevu dochází například tehdy, když se rychle točíme na kolotoči. Jestliže však závrať vzniká bez viditelného důvodu, může to být příznakem nějakého onemocnění.
Opravdová závrať je často doprovázena psychickými a neurovegetativními poruchami jako např.:
- nevolností
- zvracením
- zblednutím
- pocením
- pocitem nejistoty v prostoru

Lze to vysvětlit těsným spojením mezi vestibulárním aparátem a vegetativní nervovou soustavou. Jakýkoli zásah v oblasti vestibulárního aparátu okamžitě vyvolává současné vegetativní poruchy.
Bez ohledu na pocit strachu, který doprovází prakticky jakýkoliv záchvat závratě, sama o sobě závrať nepředstavuje stav nebezpečný pro život člověka. Avšak je velice důležité včas a správně určit diagnózu onemocnění, které závrať vyvolalo.
Titubace – Druh závrati, která se projevuje vrávoráním do stran, vyskytuje se u poruch mozečku.